# Чешская социалистическая республика
Чешская Социалистическая Республика (чеш. Česká socialistická republika), ЧСР (ČSR) — официальное название Чехии в период с 1969 по 1990 год. Чешская СР была одной из двух республик федеративной ЧССР наряду со Словацкой СР. За весь период существования республики так и не была принята её конституция. Столицей республики, как и всей Чехословакии, был город Прага.
Несмотря на введение в ЧССР советских войск в августе 1968 года, новое правительство Густава Гусака в рамках политики «нормализации» провело в жизнь предлагавшуюся лидерами Пражской весны реформу — федерализацию страны. Роль здесь сыграло и то, что Гусак, как и Александр Дубчек, был словак. В октябре 1968 года был принят Конституционный закон о Федерации, вступивший в силу 1 января 1969 г., согласно которому ЧССР была разделена, подобно СССР и СФРЮ, на составляющие федерацию республики — Чешскую и Словацкую СР.
В ЧСР вошли традиционные Чешские земли — Чехия/Богемия в узком смысле, Моравия и Чешская Силезия. Столица — Прага, являлась также столицей ЧССР. Административное деление — 7 областей (Северо-, Западно-, Южно-, Восточно- и Среднечешская, Северо- и Южноморавская), а также город Прага республиканского подчинения. Имелся парламент — Чешский национальный совет, Верховный суд ЧСР и другие органы. Существовала очень сложная система парламентского голосования (право вето имели пять органов), фактически сохранявшаяся до 1993 г. ЧСР имела представителей в двухпалатном Федеральном собрании, состоявшем из Палаты народа и Палаты наций.
Тем самым было восстановлено федеративное устройство Чехословакии, до этого недолго существовавшее во времена Второй республики c октября 1938 по март 1939 года, а также получили развитие отдельные государственные структуры Чехии.
После падения социализма в марте 1990 слово «социалистическая» было убрано из названий обеих республик. ЧСР стала Чешской Республикой (чеш. Česká republika). С 1 января 1993 г., после распада Чехословакии, Чешская Республика стала независимой (см. Чехия).